# ظافر أوزغولتيكين
ظافر أوزغولتيكين (بالتركية: Zafer Özgültekin)‏ (مواليد 10 مارس 1975) هو لاعب كرة قدم. يلعب مع منتخب تركيا لكرة القدم. سبق له أن لعب في كأس العالم لكرة القدم مع منتخب بلاده.

## روابط خارجية
- ظافر أوزغولتيكين على موقع الاتحاد الدولي (مؤرشف)  (الإنجليزية)
- ظافر أوزغولتيكين على موقع اتحاد تركيا (لاعب) (الإنجليزية)
- ظافر أوزغولتيكين على موقع قاعدة بيانات كرة القدم.إي يو (الإنجليزية)
- ظافر أوزغولتيكين على موقع ناشيونال فوتبول تيمز (الإنجليزية)
- ظافر أوزغولتيكين على موقع عالم كرة القدم.نت (الإنجليزية)